# Сан Антонито (округ Берналило, Њу Мексико)
Сан Антонито (енгл. San Antonito, Bernalillo County) насељено је место без административног статуса у америчкој савезној држави Њу Мексико.

## Демографија
По попису из 2010. године број становника је 985.
| Група             | 2000.    | 2010.       |
| Белци             | 0 (0,0%) | 722 (73,3%) |
| Афроамериканци    | 0 (0,0%) | 4 (0,4%)    |
| Азијати           | 0 (0,0%) | 10 (1,0%)   |
| Хиспаноамериканци | 0 (0,0%) | 218 (22,1%) |
| Укупно            | 0        | 985         |